# De Heyder en Co

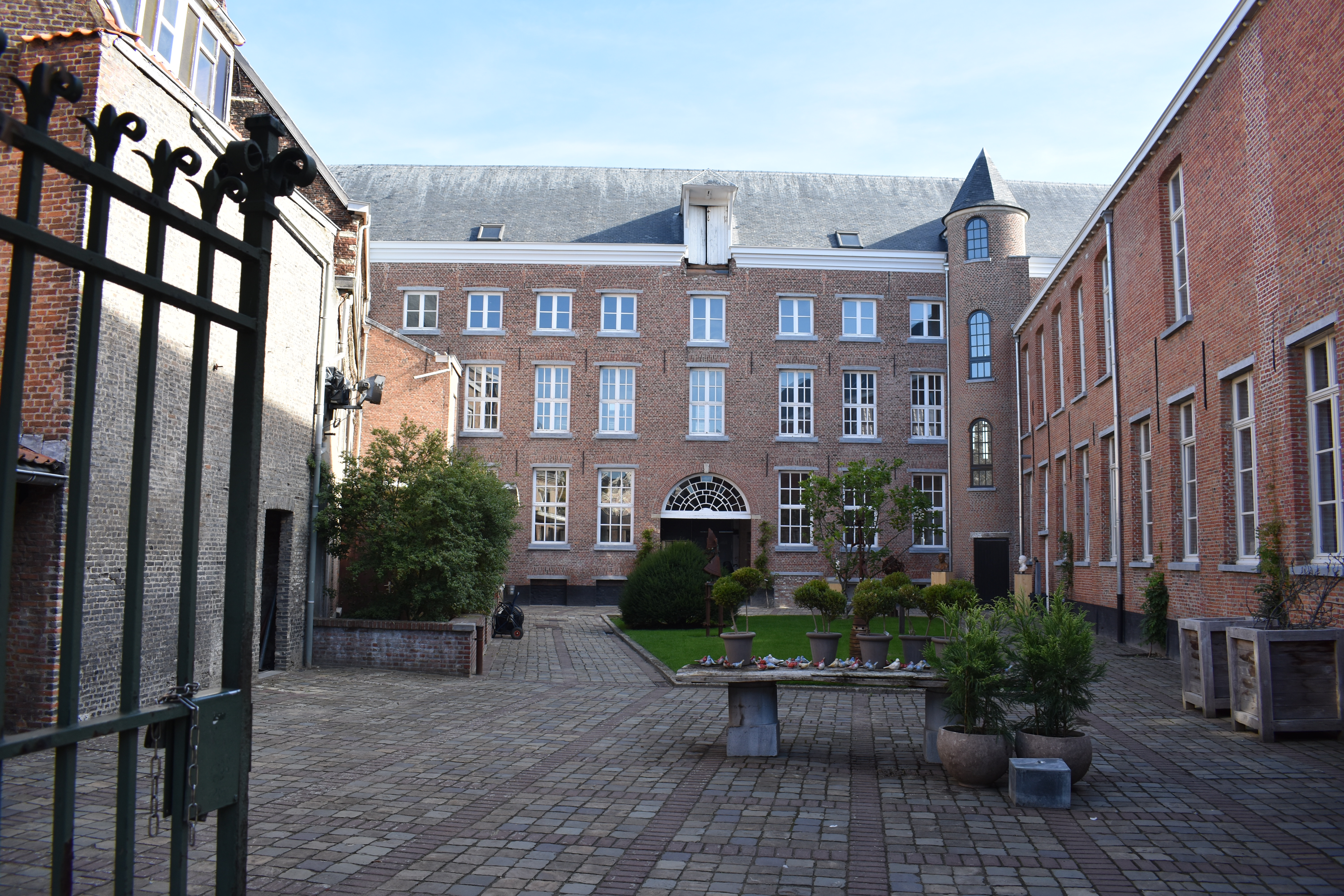
De eerste fabriek van De Heyder en co was gevestigd in het huidige Hof van Santhoven.

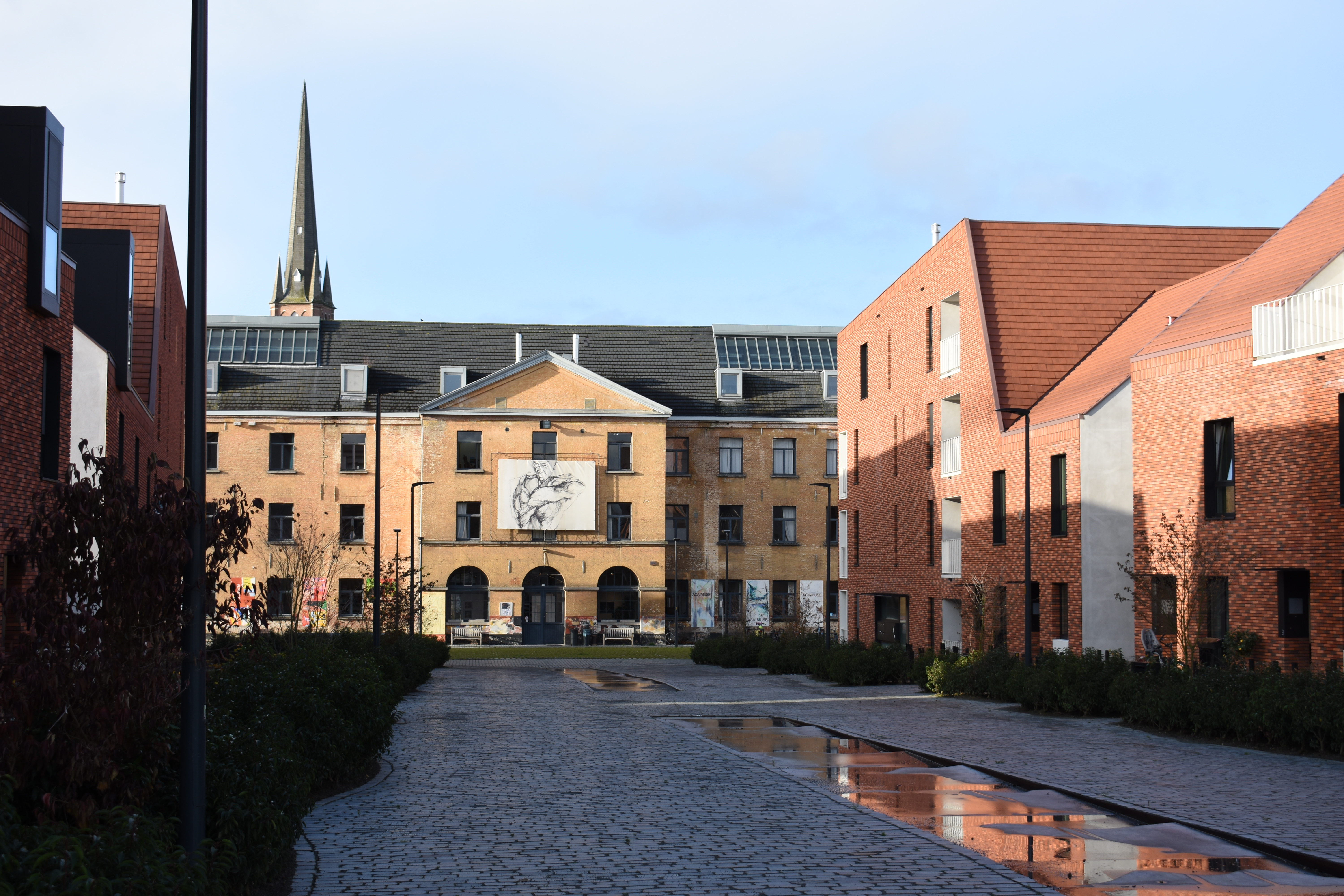
Op de Sionsite was de katoenspinnerij van De Heyder en co gevestigd.

De Heyder en Co was een textielfabriek in Lier (België), van 1757 tot 1835. 

## Geschiedenis
In 1757 stichtten drie Antwerpse handelaars, onder leiding van Peter Jacob De Heyder, importeur van koloniale waren en flanel uit Pruisen, de firma De Heyder en Co.:p. 374 e.v. In de daaropvolgende decennia groeide het bedrijf uit tot de belangrijkste fabriek in Lier, met een eigen weverij, blekerij, ververij, drukkerij, en spinnerij. De oorspronkelijke vestiging, met ververij en drukkerij, was gelegen op de plek van het huidige Hof van Santhoven aan de Vismarkt. Op de Sionsite, waar ooit het klooster van de Zusters van Sion stond, kwam In 1807 de katoenspinnerij. Einde 18e eeuw was De Heyder en Co een van de belangrijkste textielproducenten in de Zuidelijke Nederlanden.:p. 374 e.v.
De sociale geschiedenis van De Heyder & Co verschilde niet zozeer van de toestand van de werkende klasse voor de Eerste Wereldoorlog. Historici wijzen erop dat de firma Lier uitkoos, precies vanwege de lage levensstandaard en dito lonen. Daardoor was een doorgedreven mechanisering niet onmiddellijk nodig. De Heyder & Co werd spoedig de grootste werkgever in het Lierse, ook omdat een groot deel van de weverij werd uitbesteed aan de huisnijverheid. Dit leidde tot een “industriële monocultuur”, waar bijna de helft van de Lierse bevolking rechtstreeks of onrechtstreeks afhankelijk was van de fabriek. “Deserteurs”, weggelopen arbeiders, werden opgepakt met medewerking van een lokaal bestuur dat bijdroeg tot de disciplinering van “leeglopers en bedelaars”. Tekenend voor het ruwe sociale klimaat in de fabriek was de revolte bij de katoenspinners, die in 1810 uitbrak.:p. 416
Politieke en militaire woelingen troffen meermaals het bedrijf. Zo staat in kronieken dat tijdens de Brabantse Omwenteling van 1789-1790 De Heyder & Co voor 392 gulden heeft bijgedragen tot de oorlogskas van de stad, die de opstandige “patriotten” steunde. En rond 1799, tijdens de Franse Tijd vielen de activiteiten nagenoeg stil.
Na de nederlaag van Napoleon in 1815 was de glorietijd voorgoed voorbij. Er was de toegenomen concurrentie uit Engeland, en uit de – sterker gemechaniseerde – textielindustrie in Gent. Koning Willem I bezocht de fabriek nog in 1819 en 1829, maar toen na de Belgische Revolutie ook de lucratieve exportmarkt naar Nederlands-Indië wegviel, accepteerde toenmalig directeur Ten Sande een aanbod om het bedrijf te verhuizen naar Leiden (Nederland). Daar werd het in 1835 de Leidsche Katoenmaatschappij. Het bedrijf kreeg er van de gemeente grond aangeboden, en floreerde tot de Eerste Wereldoorlog. Daarna ging het bergaf, en in 1936 hield ook die maatschappij op te bestaan.
Het vertrek van De Heyder & Co had dramatische sociale gevolgen voor Lier, omdat de instorting van de werkgelegenheid nauwelijks werd opgevangen in andere sectoren zoals de bierbrouwerijen of de kantnijverheid. Rond 1835 was haast de helft van de Lierse bevolking aangewezen op liefdadigheid.:p. 421